# Private Wings
Private Wings ist eine deutsche Charterfluggesellschaft mit Sitz am Flughafen Berlin (Schönefeld, Brandenburg) und Basis auf dem Fliegerhorst Ingolstadt/Manching sowie Stationen in Braunschweig, Stuttgart und Prag.

## Geschichte
Private Wings wurde 1991 von Peter Paul Gatz und Andreas Wagner gegründet. Der erste Flug am 31. Januar 1991 war ein Ambulanzflug und wurde mit einer Piper PA-42 Cheyenne durchgeführt. Über die Jahre entwickelte sich das Unternehmen als Anbieter für Werksflugverkehr, Charterflüge für Geschäfts- und Urlaubsreisen sowie Frachtflüge. Das Kerngeschäft besteht jedoch überwiegend in Shuttleflügen für die Automobilindustrie. Private Wings befördert mehr als 100.000 Fluggäste im Jahr.
In den Sommermonaten führt Private Wings regelmäßig Charterflüge durch, die teilweise auch vom Fliegerhorst Ingolstadt/Manching starten. In der Sommersaison 2025 verbindet Private Wings im Auftrag von Reiseveranstaltern die Flughäfen Mannheim und Altenrhein mit den Urlaubsdestinationen Sylt, Heringsdorf, Olbia, Elba und Brac.
Private Wings soll Erstkunde der neuen D328eco von Deutsche Aircraft werden.

## Flotte

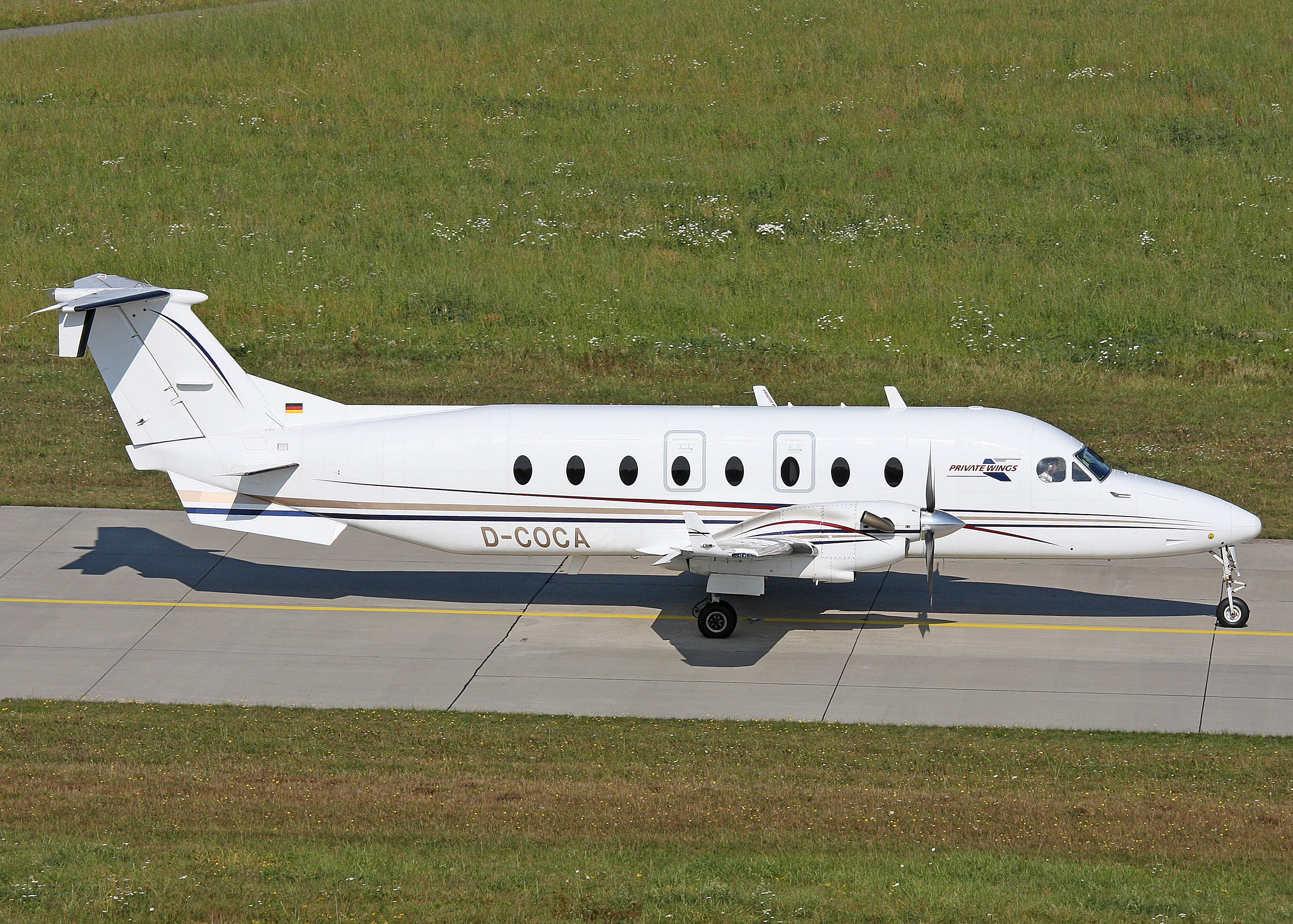
Beechcraft 1900D der Private Wings

### Aktuelle Flotte
Mit Stand Juni 2025 besteht die Flotte der Private Wings aus zehn Flugzeugen:

| Flugzeugtyp      | Anzahl | bestellt | Anmerkungen          | Sitzplätze |
| ---------------- | ------ | -------- | -------------------- | ---------- |
| Beechcraft 1900D | 01     |          |                      | 18         |
| Dornier 328-100  | 09     |          |                      | 32         |
| D328eco          |        | 5        | Auslieferung ab 2027 | 40         |
| Gesamt           | 10     | 5        |                      |            |

### Ehemalige Flugzeugtypen
- Dornier 328-300

## Zwischenfälle
- Am 19. Februar 1996 stürzte eine Cessna 550 Citation II, Luftfahrzeugkennzeichen D-CASH, bei Freilassing während des Anfluges auf den Flughafen Salzburg in ein Waldstück. Der Untersuchungsbericht ergab, dass die Maschine die notwendige Mindestgeschwindigkeit für die Steuerung des Flugzeuges unterschritt und über die rechte Tragfläche abkippte. Nach dem Aufschlag brannte das Wrack vollständig aus. Acht Passagiere und zwei Besatzungsmitglieder kamen bei dem Unfall ums Leben. Das betroffene Flugzeug war zu diesem Zeitpunkt verleast an die Alp-Air Luftfahrt Verwaltungs-GmbH. Private Wings war aber für die Crew, Passagiere und Versicherung verantwortlich (siehe auch: Absturz einer Cessna 550 bei Freilassing 1996).[6][7]

- Am 19. März 2001 wurde eine Beechcraft B350 Super King Air (Luftfahrzeugkennzeichen D-CINA) bei einem Überprüfungsflug schwer beschädigt. Nach dem Start in Berlin-Tempelhof geriet die Maschine bei einem Überziehungsmanöver in der Nähe des Funkfeuers Fürstenwalde ins Trudeln und konnte nur knapp vor einem Absturz bewahrt werden. Beide Piloten blieben unverletzt. Durch den extremen Flugzustand kam es zu Verformungen an der Flugzeugzelle, was zur Ausmusterung der Maschine führte.[8]

- Am 20. Oktober 2014 wurde eine Private Wings Dornier Do 328-100 (Luftfahrzeugkennzeichen D-CPWF) auf dem Private-Wings-Flug 53 von Ingolstadt kommend bei der Landung in Braunschweig durch einen  Tailstrike erheblich beschädigt. Die insgesamt 34 Personen an Bord blieben unverletzt. Das linke Hauptfahrwerk wurde derart seitlich verbogen, dass der innere Reifen keinen Bodenkontakt hatte; des Weiteren wurde die Unterseite des Flugzeugrumpfes im Heckbereich auf einer Länge von ca. 1,5 Meter durch das harte Berühren der Landebahn zerkratzt und verformt. Die Aufzeichnungen des Flugdatenschreibers stoppten beim harten Aufsetzen; die letzte von diesem aufgezeichnete Vertikalbeschleunigung betrug 2,3G. Die Bundesstelle für Flugunfalluntersuchung stufte das Ereignis als Flugunfall ein und eröffnete eine Untersuchung.[9]